# Nuoto ai Giochi della XXVI Olimpiade - 800 metri stile libero femminili
Hanno partecipato alle batterie di qualificazione 29 atlete: le prime 8 si sono qualificate per la finale.

## Finale
25 luglio 1996
| Posizione | Atleta            | Paese         | Tempo   |
| --------- | ----------------- | ------------- | ------- |
|           | Brooke Bennett    | Stati Uniti   | 8:27.89 |
|           | Dagmar Hase       | Germania      | 8:29.91 |
|           | Kirsten Vlieghuis | Paesi Bassi   | 8:30.84 |
| 4         | Kerstin Kielgass  | Germania      | 8:31.06 |
| 5         | Irene Dalby       | Norvegia      | 8:38.34 |
| 6         | Janet Evans       | Stati Uniti   | 8:38.91 |
| 7         | Carla Geurts      | Paesi Bassi   | 8:40.43 |
| 8         | Sarah Hardcastle  | Gran Bretagna | 8:41.75 |

## Non qualificate
| Posizione | Atleta               | Paese         | Tempo    |
| --------- | -------------------- | ------------- | -------- |
| 9         | Lin Chi-chan         | Taipei cinese | 8:40.31  |
| 10        | Eri Yamanoi          | Giappone      | 8:40.47  |
| 11        | Stacey Gartrell      | Australia     | 8:42.39  |
| 12        | Pu Yiqi              | Cina          | 8:45.32  |
| 13        | Hayley Lewis         | Australia     | 8:45.79  |
| 14        | Nikki Dryden         | Canada        | 8:47.19  |
| 15        | Olga Šplíchalová     | Rep. Ceca     | 8:47.68  |
| 16        | Sandra Cam           | Belgio        | 8:48.33  |
| 17        | Alicia Barrancos     | Argentina     | 8:48.54  |
| 18        | Itziar Esparza       | Spagna        | 8:50.22  |
| 19        | Stephanie Richardson | Canada        | 8:52.61  |
| 20        | Carla Negrea         | Romania       | 8:54.19  |
| 21        | Aiko Miyake          | Giappone      | 8:55.77  |
| 22        | Mirjana Boševska     | Macedonia     | 8:57.52  |
| 23        | Ravee Intporn-Udom   | Thailandia    | 9:01.14  |
| 24        | Hyun-Soo Suh         | Corea del Sud | 9:03.22  |
| 25        | Rita Kovács          | Ungheria      | 9:06.97  |
| 26        | Maritza Chiaway      | Perù          | 9:09.12  |
| 27        | Olga Korotayeva      | Kirghizistan  | 9:21.20  |
| 28        | Daniela Menegon      | eSwatini      | 10:12.46 |
|           | Chen Yan             | Cina          | DNS      |